# تایانان (بازیکن فوتبال)
تایانان (به پرتغالی: Taianan Imbere Linhares Welker) هافبک اهل برزیل است که در شهر Passo Fundo و در تاریخ ۱۳ مارس ۱۹۸۷ به دنیا آمده‌است.
تایانان در تیم‌های فوتبال FC Senec سابقهٔ حضور دارد.